# きみと歩くひだまりを
『きみと歩くひだまりを』は、志村一矢による日本のライトノベル。イラストは桐島サトシ。電撃文庫（アスキー・メディアワークス）から2007年12月から2009年3月まで全4巻が刊行された。

## ストーリー
妖獣地帯と呼ばれる汚染された世界に住む人類の物語。人類の天敵“妖獣”が現れ一世紀――、人類は妖獣と呼ばれる生物と生存競争を繰り広げていた。“獣殺士”を育成する光風学園の学生である、明神市に住む主人公・杉崎星也とパートナーの安藤美月は“獣殺士”の上級職“救済者”を育成する天上院を目指す。

## 本編の登場人物
杉崎星也(すぎさきせいや)
主人公。16歳の男性。光風学園の2年生剣士。ひなたとパートナーを組んでいた。家族は両親と姉がいた。一人暮らしをしている。両親はひなたの両親と家族ぐるみで出掛けたテーマパークの帰りの際、妖獣に殺された。姉は本編の7年前に“獣殺士”になりたい夢を反対されて家出しており、現在身につける。いつもひなたの面倒を見ており、前向きで料理、家事が得意。ひなたが天上院に上がった当初は無気力で学校にも行かず退学寸前であった。しかし北斗が持ってきたひなたの手紙を読み、自分もいつか天上院に上がることを決意する。ひなたが天上院に上がった代わりに安藤美月とパートナーを組み彼女の実力を知ることで、鍛錬を手伝ってもらうようになる。また困ってる人を放っておけない性格のようで、美月が周りから浮いてるため友達作りを世話するなど面倒見がいい。後に判明するが先祖であるニュクスの血を引いている為、体が危険状態になると防衛本能が働いて異能の力”鬼”が目覚め暴走していた。朧、ウォン、アマグネなどの強敵と戦ううちに実力以上の力を発揮し、天上院に美月と一緒に登った。
神代ひなた(かみしろひなた)
杉崎星也の幼馴染。16歳の女性。光風学園の2年生魔法使い。一人暮らしをしている。両親は星也の両親と家族ぐるみで出掛けたテーマパークの帰りの際、妖獣に殺された。十賢者と呼ばれる根源魔法使いの血筋を引いており、ある事件によって根源魔法使いの能力が目覚める。現在は天上院にいる。
安藤美月(あんどうみづき)
死神と呼ばれるパートナー殺しの異名を持つ。16歳の女性。光風学園の2年生魔法使い。周りから何と思われようと気にしない性格。光風学園では例外を除きパートナーを作らないと退学扱いになる為、杉崎星也と組んでいたが徐々に彼を信頼していく。かつて天上院にいたことがあり、その際は実験動物の扱いを受けていた。両親の生死は不明で、どんな人なのかも知らされていない。胎児のときに妖獣を植えつけられるという非人道的な実験により一般の“獣殺士”より実力は上だが、救済者よりは下。天上院では失敗作とされ処分されかけていたが、亡くなった姉の嘆願によって生き残ることができた。天上院に登り、ある男を殺すことが目的だと述べている。実力が認められ、星也ともに天上院に上がることができる。
杉崎観星(すぎさきみほし)
杉崎星也の姉。23歳の女性。本編の７年前に家出をした後、行方不明で音信不通。
南あかね(みなみあかね)
星也が中学まで通っていた道場主の娘。17歳。光風学園の2年生で剣士。父親と弟がいる。普通高校を1年ほど通った後、自主退学して光風学園に入学した。ざっくばらんな性格で、星也とは男女の仲を超えた存在。星也に好意を抱いていたが、ひなたがいつもそばにいるため諦めている模様。さつきとパートナーを組んでいて、星也とひなたのパートナー戦では2戦2勝。剣士のみが使える魔法“荒神”ではスピードが上がっている。将来の夢は警察官になることである。
愛原皐月（あいはらさつき）
16歳の女の子で、あかねの幼馴染。光風学園の2年生で魔法使い。おとなしい性格で小学生の頃はよくいじめられており、あかねに守ってもらっていた。
北斗（ほくと）
天上院の救済者で剣士の女性。23歳。実は星也の姉である観星本人。しかし、任務で星也とひなたに再会した際、姉だと認識されていない。それ以来、そのまま北斗という偽名を使って会っている。家出した後、大阪の獣殺士の学校を卒業し、活動しているときに天上院にスカウトされる。だが、異能の力『鬼の力』が発動し、民間人100名ほどを殺してしまったのが原因で連行されたのが真相だと思われる。弟のことを大事に思っており、彼もいつか天上院に上がると信じている。
マオ
天上院の救済者で魔法使いの男性。女の子と勘違いされるほどの美少年で13歳前後。天上院に所属しており、北斗（観星）の上司。世界に3人しかいないと言われる3賢者の一人で、あらゆる魔法が使えるが、根源魔法を使うひなたには勝てない。美月の知り合いという事で、ルドラだと思われる。
ウォン・ツェンリー
天上院の救済者で魔法使いの男性。笑う顔が地顔という不気味な男。判明しているだけで200名以上の女性を惨殺した異常者で死刑になってもおかしくないが、魔法使いの能力が高いため天上院で働く代わりに免責という条件がとられている。普段は隔離されているが、任務の時だけ外に出ることが許される。家庭環境が最悪な状況で父親は寝たきりの状態で、母親は男を連れ込む情婦だったらしい。それゆえ歪んだ性格となり両親を殺した過去を持つ。鬼の力に目覚めた星也によって殺される。
サミュエル　
天上院の救済者。名前のみ登場。
空知（そらち）　
天上院の救済者。名前のみ登場。
朧（おぼろ）
妖獣騎士で槍使いの男性。顔にやけどのような跡がある。美月と星也が最初に遭遇する妖獣騎士で、外見は街のチンピラに近い。
レイ・サージェス
妖獣騎士で魔法使いで火鳥ミチルのパートナー。ルドラで血液の中に妖獣がいるため、力を使うと睡眠期間が次第に長くなる。金髪の美青年で女性に人気があるが、美月のことを大事に思っている為、他の女性には目もくれない。妖獣騎士とは思えない穏やかな人物。7歳でドラゴンを倒していたほどに、妖獣騎士の中でも上位の実力者。最初は美月を連れ戻すために光風学園に来たが、美月と星也の仲を知り連れ戻すのは無理だと判断する。そのあと妖獣騎士討伐任務のウォンとの戦闘で寿命が早まり、亡くなる。
火鳥ミチル(かとりみちる)
妖獣騎士で安藤美月の妹で剣士。ルドラで大きな鎌を操る。レイが死亡した後は、妖獣騎士の元には戻らず美月と同居の生活をする。鉄と戦闘になり、実力以上の力を発揮し倒す。美月、星也と共に天上院に上がる要請が来る。
マーヤ(マーヤ)
妖獣騎士で猫耳をつけたコスプレの少女。美月と星也との戦闘中、誤ってアマグネに攻撃してしまい、アマグネに殺される。
鉄(くろがね)
妖獣騎士で黒衣の剣士。明神市を襲撃し、裏切りの者の抹殺を任務としている。火鳥ミチルと戦闘になり、彼女が殺される直前にあかねと皐月が駆けつける。その際、二人を殺させないためにミチルが実力以上の力を発揮し、命を落とす。
アマグネ
妖獣騎士で20代の妖艶の女性で巨大な鉄球を操る。団長に好意を抱いている様子。
花辰
妖獣騎士

## 用語
根源魔法使い
本編の80年ほど前に突然現れた凄腕の魔法使い。ユーラシア大陸にいた数万の妖獣をたった三日で消滅させるほどの使い手達。数および正体は不明。
荒神
剣士のみが使える魔法で編み出したのは根源魔法使い。使用者本人の身体能力が飛躍的に高まり、何かしらの能力が身につく。星也は見切り、あかねはスピードが向上する。
天上院
獣殺士よりも上の職業『救済者』を育成する場所。アニマといわれるもので空に浮かんでおり、動力は不明。Aクラスの妖獣を倒すか新しい魔法を編み出すかなどの方法で、英雄クラスの実績と認められてから上がれる。伝説の武器や奥義を無償で借りることができるなど、獣殺士にとっては憧れの場所。
救済者
天上院によって育成された凄腕の獣殺士達で、妖獣騎士と対等に戦える集団。制服は全員黒で観星、ウォン、空知、サミュエルが救済者で、何人いるかは不明。
救済者候補生
救済者になる前の段階で全員白服。妖獣騎士に天上院を襲撃されたとき17名が殺される。しかし救済者は軽傷者のみで死んだ者はいないことから救済者、妖獣騎士とともに実力にかなりの差がある。
妖獣騎士
人類の敵である妖獣よりも恐ろしい集団で約100名ほどいるテロリスト。全員がルドラで全人類を抹殺することが目的。天上院の救世主クラスの実力を持っており、妖獣騎士の一人はドラゴンを操っており、アメリカの軍隊の一個師団を壊滅できるほどの実力を持つ。
ルドラ
天上院で行われていた非人道的人体実験によって生み出された者たち。胎児の時に妖獣を植えつけられ飛躍的に力を手に入れるために作られた。実験責任者は不明。失敗作と判断されたものは美月を除いて全員処刑された。
アニマ
天上院にある謎の物体。

## 既刊一覧
- 志村一矢（著）・桐島サトシ（イラスト）、アスキー・メディアワークス〈電撃文庫〉、全4巻
  - 『きみと歩くひだまりを』、2007年12月10日発売[1]、ISBN 978-4840241229
  - 『きみと歩くひだまりを2』、2008年5月10日発売[2]、ISBN 978-4048670616
  - 『きみと歩くひだまりを3』、2008年10月10日発売[3]、ISBN 978-4048672764
  - 『きみと歩くひだまりを4』、2009年3月10日発売[4]、ISBN 978-4048675994